# Offensive de bombardement combinée
Seconde Guerre mondiale
L'offensive de bombardement combinée alliée (en anglais : Combined Bomber Offensive - CBO) était une offensive anglo-américaine de bombardement stratégique en Europe pendant la Seconde Guerre mondiale. La partie principale du CBO était dirigée contre des installations de la Luftwaffe qui fut la priorité à partir de juin 1943 jusqu'à 1944. Les campagnes suivantes dont la priorité était la plus élevée furent dirigées contre les installations des armes V (juin 1944) et les usines pétrolières et de fabrications de lubrifiants (septembre 1944). Les autres cibles du CBO incluaient les gares de triage et d'autres cibles de transport, en particulier avant l'invasion de la Normandie et les dépôts de l’armée vers la fin de la guerre en Europe.
La campagne de bombardement britannique fut principalement menée de nuit par un grand nombre de bombardiers lourds jusque dans les dernières étapes de la guerre lorsque le nombre des avions de chasse allemands fut si réduit que les bombardements diurnes furent possibles sans risquer des pertes importantes. L'effort américain s’exerçait de jour, il prenait la forme de formations massives de bombardiers avec des escortes de chasseurs. Ensemble, les Alliés exerçaient un bombardement 24h/24, restant cependant tributaires des conditions météo.
La directive Pointblank initia l'opération Pointblank qui était le nom de code du volet initial de l'offensive combinée de bombardement alliée destinée à paralyser ou détruire la force de combat aérienne allemande, et ainsi l'éloigner de la première ligne et de s'assurer qu'elle ne serait pas un obstacle à l'invasion de l'Europe de l'Ouest. La directive Pointblank du 14 juin 1943 ordonna au Bomber Command de la RAF et la 8e armée de l'air américaine de bombarder des cibles spécifiques telles que les usines d'avions, et l'ordre fut confirmé lors de la conférence de Québec en 1943.
Jusqu'à ce moment-là, la Royal Air Force et l’armée de l’air américaine avaient, la plupart du temps, attaqué l'industrie allemande, chacune à sa façon - les Britanniques par des attaques massives de nuit sur les zones industrielles et les Américains par des « attaques de précision » sur des cibles spécifiques. La mise en œuvre opérationnelle de la directive par le Combined Chiefs of Staff fut laissée aux commandants des forces et en tant que tels, même après la directive, les Britanniques continuèrent les attaques de nuit majoritairement dirigées sur la production de chasseurs allemands,.

## La directive Casablanca
1. Chasseur monomoteur (22 cibles)[3]
2. Roulements à billes (10)
3. Produits pétroliers (39)
4. Meules et abrasifs brut (10)
5. Métaux non ferreux (13)
6. Caoutchouc synthétique et pneus en caoutchouc (12)
7. Sous marins et bases de sous marins (27)
8. Véhicules de transport militaire (7)
9. Moyens de transport
10. Usines de cokéfaction (89)
11. Usines métallurgiques (14)
12. Machines outils (12)
13. Usines électriques (55)
14. Instruments d’optique de précision (3)
15. Chimie
16. Alimentation (21)
17. Azote (21)
18. Artillerie anti-avions et anti-char

Les Britanniques et les États-Unis (à travers la Division de planification de la guerre aérienne (en)) avaient élaboré leurs plans pour attaquer les forces de l'Axe.
Après que le ministère britannique de la Guerre économique ait publié en 1942, une liste des cibles à bombarder en Allemagne (dite « Bombers’ Baedeker » soit « Baedeker du bombardement », en référence au fameux guide touristique allemand) qui identifiait les industries allemandes comme les industries pétrolières, de communications et de roulements à billes, qui formaient les infrastructures essentielles de la production militaire du Reich, les chefs de l'état-major conjoint convinrent lors de la conférence de Casablanca en janvier 1943 de procéder à « l'offensive de bombardement depuis le Royaume-Uni » et le ministère de l'Air britannique publia, le 4 février, la directive Casablanca avec pour objet :

« La destruction progressive et la dislocation des systèmes militaires, industriels et économiques allemands et l'affaiblissement du moral du peuple allemand à un point où leur capacité de résistance armée soit irrémédiablement affaiblie. Toutes les occasions doivent être saisies pour attaquer l'Allemagne de jour pour détruire les objectifs qui ne peuvent pas être attaqués de nuit, pour maintenir une pression continue sur le moral des Allemands, et imposer de lourdes pertes aux forces de chasse de jour allemandes et pour conserver la chasse allemande loin des théâtres de guerre russe et méditerranéen. »

Après avoir lancé la préparation d'un plan américain de ciblage le 9 décembre 1942 ; le 24 mars 1943, le général "Hap" Arnold, commandant de l’USAAF demanda des informations sur les cibles aux Britanniques,. Le rapport des « analystes du Comité des Opérations » (Committee of Operations Analysts – COA) fut soumis à Arnold le 8 mars 1943, puis au commandant de la 8e armée de l'Air ainsi qu’au ministère de l'Air britannique, au ministère britannique de la Guerre économique, et au commandant de la RAF.
Le rapport du COA recommandait 18 opérations au cours de chaque phase de 3 mois (12 dans chaque phase devaient être couronnées de succès), contre un total de 76 cibles spécifiques. En avril 1943, utilisant le rapport du COA et des renseignements du ministère de la Guerre économique une commission anglo-américaine (composée du Comité des chefs d'État-major britannique et du Comité des chefs d’États-majors interarmées américain) sous la responsabilité du lieutenant-général Ira C. Eaker, et dirigé par le général de brigade Haywood S. Hansell Jr., et composé notamment du général de brigade Orvil A. Anderson réalisa un plan pour l’« offensive de bombardement combinée à partir du Royaume-Uni », qui prévoyait la force du bombardier US pour les quatre phases (944, 1192, 1746, et 2702 bombardiers) jusqu'au 31 mars 1944[réf. à confirmer]. Eaker ajouta un résumé et des modifications finales telles que: « Si l’accroissement de la chasse allemande n'est pas stoppé rapidement, il sera littéralement impossible de procéder à la destruction planifiée » (section "objectifs intermédiaires ").

## Planification de l'offensive de bombardement combinée
Un comité placé sous la direction du général Ira C. Eaker, conduit par le général de brigade Haywood S. Hansell Jr., et comprenant notamment le général de brigade Orvil A. Anderson, élabora un plan pour les opérations de bombardement combinées. Achevé en avril 1943, le plan recommandait 18 opérations pour chacune des phases devant durer trois mois (12 d’entre elles pendant chaque phase devaient être réussie) contre un total de 76 cibles spécifiques. Le plan prévoyait également d’utiliser la force de bombardement américaine pour les quatre phases (avec respectivement 944, 1 192, 1 746 et 2 702 bombardiers) jusqu'au 31 mars 1944.
Le « plan pour une offensive de bombardement combinée » de Eaker était « un document conçu pour aider Arnold à obtenir plus d'avions et d’hommes pour la 8e armée de l’air américaine" et non "conçu pour affecter les opérations britanniques d’une façon substantielle en aucune manière.",. Alors que le plan CBO était mis au point, les Britanniques indépendamment élaborèrent un plan en avril 1943 intitulé "L'attaque sur le GAF" qui identifiait la chasse allemande comme « l'arme la plus redoutable… contre notre offensive de bombardement » et plaidait pour des attaques sur les aérodromes (par des chasseurs et des bombardiers moyens) et les usines d'avions et, dans ce dernier cas, pourrait avoir influencé la sélection des cibles par la 8e armée de l’air américaine. Les chefs de l'état-major conjoint approuvèrent le « plan d'Eaker » le 19 mai 1943,, et identifièrent 6 « cibles systèmes » spécifiques telle que l'industrie aéronautique allemande (y compris la force de combat).
1. Des objectifs intermédiaires
La chasse allemande
2. Objectifs principaux :
Les chantiers de sous-marins et les bases de sous-marins allemands
le reste de l’industrie aéronautique allemande
L’industrie des roulements à billes
L’industrie pétrolière (subordonnée à des attaques contre Ploiești en Roumanie)
3. Les objectifs secondaires :
L’industrie du caoutchouc synthétique et du pneumatique
L’industrie des véhicules militaires de transport motorisés
| À partir du 9 décembre 1942 | Comité américain des analystes des opérations                           |
| 1943                        | Comité de planification opérationnelle combinée[réf. à confirmer]       |
| 21 juillet 1943             | Comité de ciblage des priorités de l’opération commune Crossbow         |
| 7 juillet 1944              | Comité de ciblage des opérations communes contre l’industrie pétrolière |
| Octobre 1944                | Comité de ciblage stratégique commun                                    |

## La directive Pointblank
Le 14 juin 1943, les chefs de l'État-Major conjoint publièrent la directive Pointblank modifiant la directive de Casablanca de février de la même année. À côté des chasseurs monomoteurs du plan CBO, les cibles les plus prioritaires pour Pointblank étaient les usines d'assemblage d'avions de chasse, étant donné que le débarquement sur les côtes normandes de la France ne pouvait réussir sans la maîtrise de l'air. En août 1943, la conférence de Québec confirmait ce changement de priorités,.
Parmi les usines visées, celle d'assemblage de Messerschmitt à Ratisbonne fit l'objet de la mission 84, coûteuse attaque en août ; celles de Schweinfurt, produisant des roulements à billes, le furent en octobre occasionnant aussi de lourdes pertes aux bombardiers américains. Enfin, Wiener Neustadt, en Autriche, avec ses lignes d'assemblage de chasseurs Me Bf 109 fit l'objet de 14 attaques entre août 1943 et la fin mai 1944.

## Début des opérations
L'offensive de bombardement combiné alliée commença le 10 juin 1943 au cours de la campagne de bombardement britannique contre l'industrie allemande dans la région de la Ruhr connu sous le nom de « bataille de la Ruhr ». Les opérations Pointblank contre les « objectifs intermédiaires » commencèrent le 14 juin,  et le rapport sur les effets de l'offensive de bombardement sur l'effort de guerre allemand (J.I.C. (43) 294) du sous-comité mixte du renseignement fut publié le 22 juillet 1943.
Les pertes au cours des premiers mois des opérations Pointblank et la production plus faible que prévu des bombardiers américains firent que Portal se plaignit des 3 mois de retard du CBO durant la conférence du Caire, où les Britanniques refusèrent la demande américaine de placer le CBO sous le commandement d’un unique commandant de l’air allié[précision nécessaire]. Après qu'Arnold ait présenté, le 9 octobre 1943, un « plan pour assurer l'exploitation la plus efficace de l'offensive de bombardement alliée »,  le 22 octobre les chefs d’état major alliés signèrent l’ordre de bombarder « l'industrie aéronautique dans le sud de l'Allemagne et en Autriche »,[réf. à confirmer]<.
En juillet 1943, c'était la première fois que l'USAAF serait chargée de coordonner un raid sur une cible commune avec la RAF. Ils devaient effectuer deux missions de jour contre des cibles industrielles (abris et chantiers de construction de U-boot) à Hambourg après le raid d'ouverture de la campagne de la RAF contre Hambourg. Cependant, les incendies allumés par les bombardements durant la nuit avaient obscurci les objectifs et l'USAAF "ne voulait pas suivre….. les raids de la RAF à l'avenir".
En octobre 1943, l’Air Chief Marshal Arthur Harris, commandant en chef du Bomber Command de la RAF écrivit à son supérieur pour exhorter le gouvernement britannique à être honnête avec le public en ce qui concernait l'objectif de la campagne de bombardement et d’annoncer ouvertement que:
"Le but de l'offensive de bombardement alliée… devrait être sans ambiguïté et publiquement affiché. Ce but est la destruction des villes allemandes, le meurtre de travailleurs allemands, et la perturbation de la vie civilisée dans toute l'Allemagne.Il convient de souligner que la destruction des maisons, des services publics, des transports et de la vie, la création d'un problème de réfugiés à une échelle sans précédent, et l'effondrement du moral au cœur de l’Allemagne et sur les fronts de bataille par la peur des bombardements massifs et intensifs, sont acceptés et font clairement partie des objectifs de notre politique de bombardement. Ils ne sont pas des sous-produits de tentatives pour frapper les usines ».
Le 13 février 1944, le CCS publia un nouveau plan pour l’« offensive de bombardement », qui n’incluait plus le moral des Allemands comme objectif[source insuffisante] :
La destruction progressive et la dislocation des systèmes militaires, industrielles et économiques allemands, la perturbation des éléments vitaux des lignes de communication et à la réduction matérielle de la force aérienne de combat allemande, par la poursuite réussie de l'offensive de bombardement combinée depuis toutes les bases appropriées.
Section 2, "Concept"
La réduction globale de la force aérienne de combat allemande dans ses usines, au sol et dans les airs ; grâce à l'appui mutuel des attaques menées par les deux forces aériennes stratégiques poursuivis avec acharnement contre les mêmes zones ou cibles pour autant que les conditions tactiques le permettent, afin de créer la situation aérienne la plus propice pour Overlord ; est le but immédiat de l'offensive de bombardement.
-Chefs d'état-major conjoints, le 13 février 1944
"Le sujet du moral avait été abandonné et [le nombre de villes avec des cibles] m'avait donné un large choix…. les nouvelles instructions ne faisaient donc aucune différence » pour les opérations du Bomber Command (Arthur Harris). Le plan du 13 février avait reçu le nom de code "Argument", et après que le temps redevint favorable le 19 février, les opérations de l’opération Argument furent conduites durant la « grande semaine » (du 20 au 25 février). Harris affirma que le plan Argument n'était pas « une opération de guerre raisonnable », et l’état major de l'Air dû ordonner à Harris de bombarder les cibles de Pointblank à Schweinfurt.
En pratique, les bombardiers de l’USAAF attaquèrent sur une grande échelle, de jour, les usines impliquées dans la production d'avions de chasse. La Luftwaffe fut contrainte d’assurer la défense contre ces raids, et ses chasseurs furent engagés dans une bataille contre les bombardiers et leurs escortes.

## Les opérations Pointblank

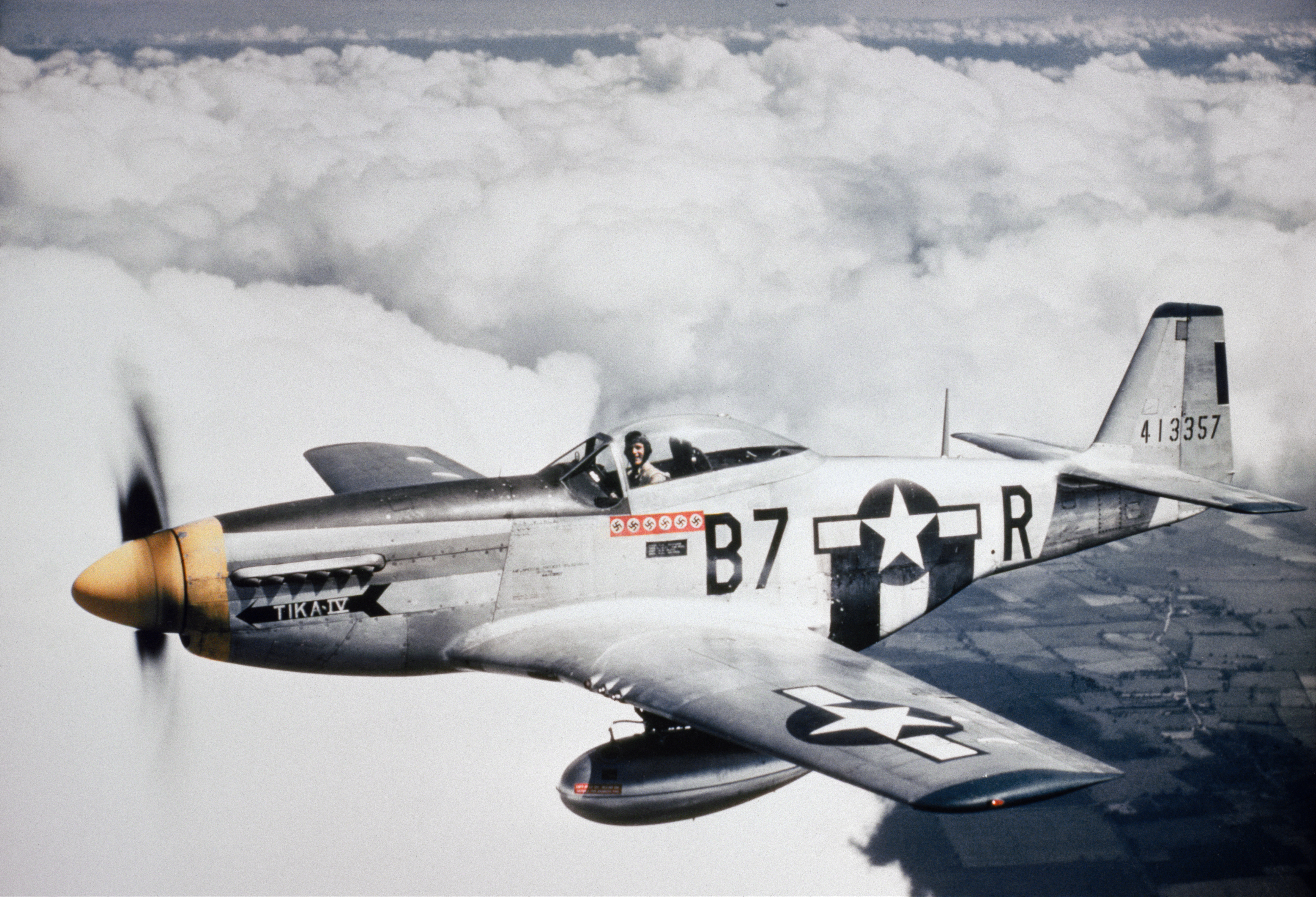
Un P-51 Mustang de l’USAAF, affectés à la protection des formations de bombardiers de la 8e Armée l'Armée de l’Air et à la chasse des chasseurs allemands.

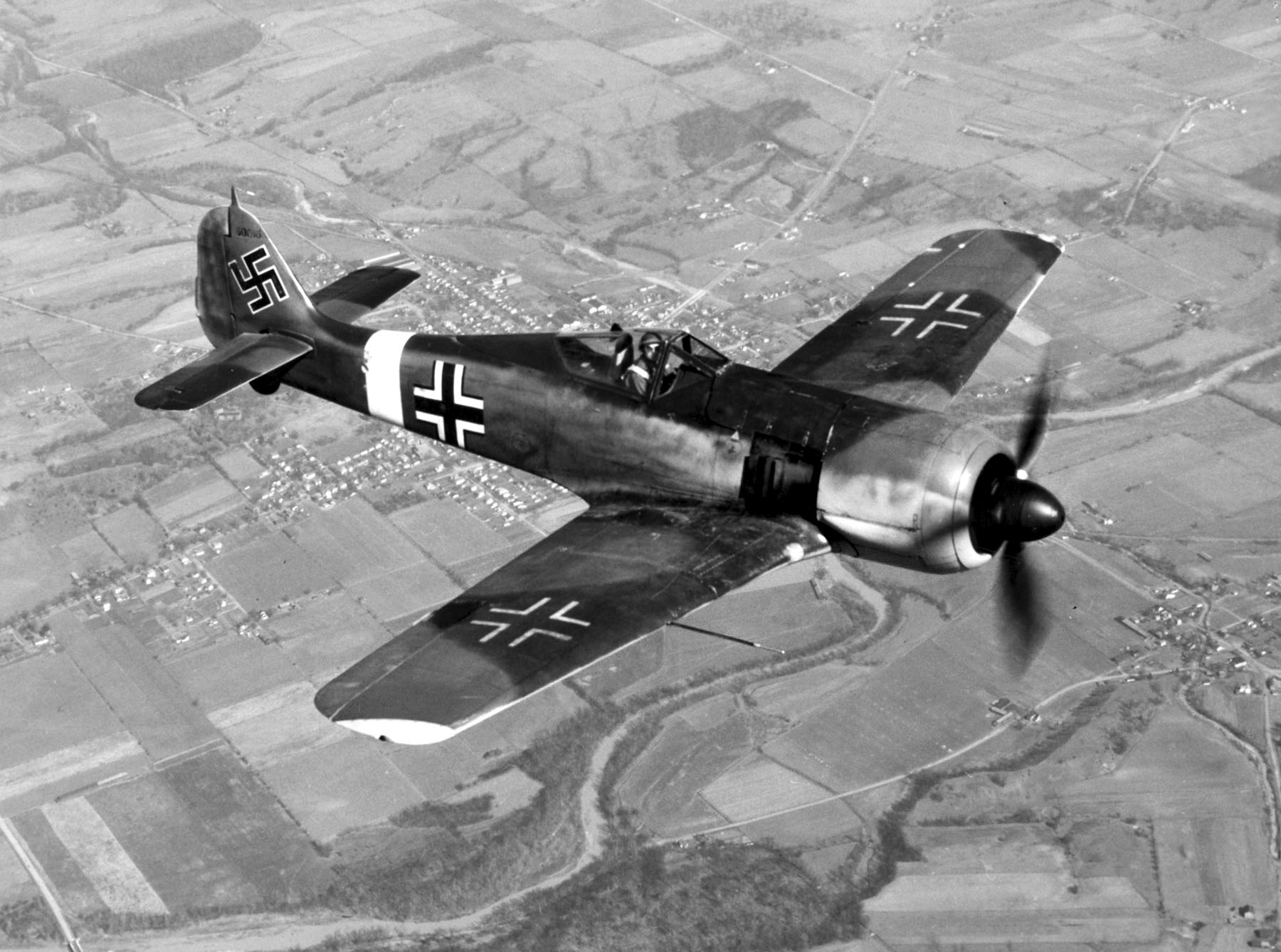
Un Fw 190, un des chasseurs monomoteurs ciblés par Pointblank.

Après les lourdes pertes (environ ¼ des avions) du « Jeudi Noir » (14 octobre 1943), l'USAAF abandonna les frappes en profondeur en Allemagne jusqu'à ce qu'une escorte puisse accompagner les bombardiers à l’aller et au retour de leur bombardement. En 1944, les bombardiers de l'USAAF étaient alors escortés par des P-47 Thunderbolt et P-51 Mustang, poursuivirent leur frappe. Le général Eaker donna l'ordre de « détruire la force aérienne de l'ennemi partout où vous la trouverez, dans l'air, sur les terrains d’aviation et dans les usines. »
Entre le 20 et 25 février 1944, dans le cadre de l'offensive de bombardement alliée, l'USAAF lança l’opération Argument, une série de missions contre le Troisième Reich qui est devenu célèbre sous le nom de Big Week (« Grosse semaine »). Comme les planificateurs américains l’espéraient, la Luftwaffe fut attirée dans une bataille décisive pour la supériorité aérienne. L’USAAF lança des attaques massives par des bombardiers, protégés par des escadrons de Républic P-47 Thunderbolt et de North American P-51 Mustang, sur l'industrie aéronautique allemande. En battant la Luftwaffe, les Alliés remportèrent la supériorité aérienne et l'invasion de l'Europe occidentale pouvaient être lancée.

### La bataille de Berlin

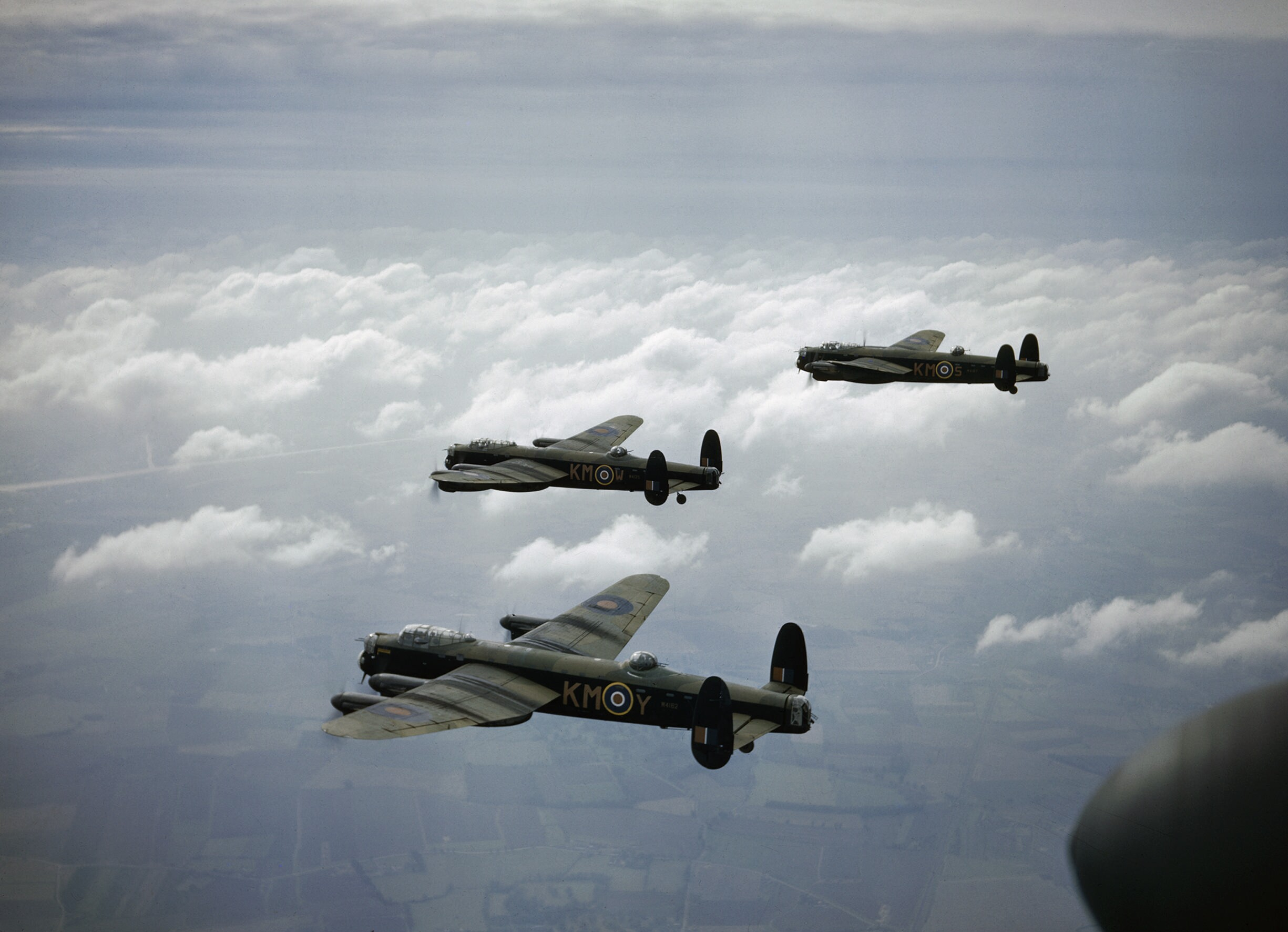
L'Avro Lancaster était le principal avion en service dans le Bomber Command de la RAF durant la bataille de Berlin (hiver 1943-1944).

Le libellé de la directive de Casablanca (en) et de la directive Pointblank permit au commandant en chef du Bomber Command de la RAF Arthur "Bomber" Harris une marge de manœuvre suffisante pour poursuivre la campagne britannique de bombardement de zone nocturne contre les villes industrielles allemandes.
Entre le 18 novembre 1943 et le 31 mars 1944, le Bomber Command de la RAF livra la bataille de Berlin qui se composa de 16 grands raids sur la capitale allemande, entrecoupée de nombreux autres raids majeurs et mineurs à travers l'Allemagne pour réduire la prévisibilité des opérations britanniques. Durant ces 16 raids, la RAF détruisit environ 18 km2 de Berlin pour la perte de 300 avions. Harris avait prévu de réduire en ruines la majorité de la ville, de briser le moral des Allemands et ainsi gagner la guerre. Pendant la période de la bataille de Berlin, les Britanniques enregistrèrent la perte de 1047 bombardiers lors de l’ensemble de ses opérations de bombardement en Europe et eut également 1682 avions endommagés, avec un point culminant lors du raid désastreux sur Nuremberg le 30 mars 1944. La campagne ne parvint pas à atteindre son objectif stratégique, et couplé à des pertes insoutenables de la RAF (7 à 12 % des avions engagés lors de grands raids), les historiens officiels britanniques établirent qu'il s'agissait d'une défaite pour la RAF. À la fin de la bataille de Berlin, Harris fut obligé d’engager ses bombardiers lourds pour attaquer les lignes de communication ennemies en France dans le cadre des préparatifs du débarquement de Normandie. La RAF ne recommencera ses raids de destruction systématique de l'Allemagne qu’à partir du dernier trimestre de 1944.

### Les résultats de Pointblank
L’opération Pointblank montra que les usines de production d’aéronefs et de roulements à billes allemandes n'étaient pas très vulnérables aux attaques aériennes. Sa production de caoutchouc synthétique, de munitions, d'azote et fluide d'éthyle était concentrée dans quelques usines et aurait probablement été beaucoup plus vulnérable. Malgré les bombardements, la "production de chasseurs monomoteurs allemands... au premier trimestre de 1944 était de 30 % plus élevée que celle du troisième trimestre de 1943, que nous pouvons prendre comme chiffre de base; au deuxième trimestre de 1944, elle avait doublé; au troisième trimestre de 1944, elle avait triplé, en un an. En septembre 1944, la production mensuelle allemande de chasseurs monomoteurs atteignit son apogée durant la guerre - 3031 avions de combat. La production totale de chasseurs monomoteurs allemands pour 1944 atteignit le chiffre incroyable de 25 860 ME-109 et FW-190 "(William R. Emerson). Après l’opération Pointblank, l'Allemagne dispersa les 27 plus grandes usines de son industrie aéronautique sur 729 petites et moyennes usines (certaines dans des tunnels, des grottes et des mines).
Toutefois, l'opération Pointblank aida à réduire la menace de la Luftwaffe contre les Alliés, et lors du débarquement de Normandie, la Luftwaffe disposait de seulement 80 avions opérationnels sur les côtes nord de la France, et organisa environ 250 sorties de combat contre 13 743 du côté allié.
Selon Charles Webster (en) et Noble Frankland (en), la « grosse semaine » et l'attaque ultérieure sur l'industrie aéronautique avait réduit "la capacité de combat de la Luftwaffe" en menaçant de bombardement les cibles stratégiques et ne « laissant aux chasseurs allemands aucune alternative que de les défendre », mais « le combat avait principalement mené et certainement gagné » par les chasseurs à long rayon d’action américains.

## Plan aérien d'Overlord
Durant la « campagne d'hiver contre l'industrie aéronautique allemande… du 11 janvier au 22 février 1944 », l’examen d’une première version du « volet aérien de l’opération Overlord » débuta. Il omettait l'exigence « de rechercher la supériorité aérienne avant que le débarquement soit tenté ».  Au lieu de cela, le plan consistait à bombarder des cibles de communication (cibles primaires) et les gares de triage et les installations de réparation (cibles secondaires). L’Air Marshal Trafford Leigh-Mallory, qui commanderait les éléments tactiques des forces aériennes d'invasion (en) avait reçu la responsabilité, le 26 juin 1943, de l'élaboration du plan. Le 14 février 1944, lors d’une réunion sur le volet aérien d’Overlord, il affirma que les chasseurs allemands de la défense aérienne seraient battus lors des attaques sur les gares de triage, et dans le cas contraire, la supériorité aérienne serait acquise au-dessus des plages du débarquement. Harris réfuta que même après les attaques prévues contre le réseau ferroviaire, le trafic ferroviaire allemand serait suffisant pour alimenter les défenses contre l'invasion; et Spaatz proposa des attaques contre l'industrie en Allemagne pour que les chasseurs allemands soient éloignés des plages d’Overlord pour défendre les usines. Tedder conclut que le comité devait étudier le ciblage pré-Overlord mais quand le comité se réunit en mars, aucun consensus ne fut atteint.
Le 25 mars 1944, Portal présida une réunion de généraux et réaffirma que l'objectif de Pointblank de la supériorité aérienne était toujours la plus haute priorité du CBO. Bien que les chefs d’état-major communs avaient déjà fait valoir qu'il était impossible d'empêcher le trafic ferroviaire militaire allemand en raison de ses grands moyens en réserve, Portal identifia que les attaques pré-invasion sur le réseau ferroviaire ne devaient que réduire le trafic, et ainsi la puissance aérienne tactique pourrait inhiber les défenses ennemies pendant les 5 premières semaines d’Overlord Sir John Kennedy et Andrew Noble répliquèrent que la fraction militaire du trafic ferroviaire était si petite que, quelle que soit la puissance des bombardements des installations ferroviaires, elle n’aurait pas d’impact significatif sur les opérations. Comme avalisé le 6 mars par le ministère de la guerre économique et la Mission américaine pour les affaires économiques, Spaatz proposa à nouveau que "l'exécution du plan pétrole forcerait l'ennemi à réduire la consommation de pétrole… et… sa puissance de combat » pendant Overlord. Bien que « préoccupé par le fait que les experts de la logistique militaire de l'armée britannique n'avaient pas été consultés »" sur le Plan transport, Eisenhower décida qu’ « en dehors de l'attaque de la force aérienne allemande le plan transport était le seul qui offrait une chance raisonnable aux forces aériennes d’apporter une contribution importante à la bataille terrestre pendant les premières semaines vitales d’Overlord ». Le contrôle de toutes les opérations aériennes fut transféré à Eisenhower le 14 avril à midi.
« Le général Carl Spaatz avait été pressant et correct. L'ennemi se battrait pour le pétrole, et l'ennemi perdrait ses chasseurs, ses équipages et son carburant.
Herman S. Wolk, historien de l’USAF, juin 1974 »
Cependant, après que « très peu de chasseurs allemands se soient opposés aux premières attaques sur les ateliers ferroviaires français » et la neuvième (tactique) AAF en Angleterre ait lâché 33 000 tonnes de bombes en avril sur des cibles ferroviaires françaises, Churchill écrivit à Roosevelt en mai 1944 qu'il n'était pas « convaincu de la sagesse de ce plan ». Bien que la directive aérienne originale pour Overlord de Tedder, à la mi-avril, ne répertoriait aucune cible pétrolière, Eisenhower permit à Spaatz de vérifier si la Luftwaffe défendrait plus fortement des objectifs pétrolier. Pendant les raids de test du 12 mai et du 28 mai, les chasseurs allemands défendirent fortement les objectifs pétroliers, et alors que l'invasion n'avait pas encore débuté durant le beau mois de mai, les chasseurs de la Luftwaffe basés en France furent rappelés pour défendre l'industrie du Reich. Le plan allemand était d'attendre l'invasion et puis, de redéployer la chasse sur les bases aériennes françaises selon les besoins pour contrer l'invasion. Les deux derniers Fw 190A de la Jagdgeschwader 26, pilotés par Josef Priller et son ailier, qui devait être rappelé menèrent les seules sorties de Luftwaffe le jour J sur les plages de Normandie, et le 7/8 juin la Luftwaffe commença à redéployer environ 600 avions en France pour attaquer la tête de pont de Normandie.
Les opérations Pointblank prirent fin le cinquième jour de l'invasion et la priorité de l’offensive de bombardement combinée alliée devint les opérations contre les fusées allemandes en juin 1944 et la campagne contre les installations pétrolières en septembre. La proposition de Tedder pour maintenir les objectifs pétroliers comme la plus haute priorité et placer l’offensive contre le « système ferroviaire de l'Allemagne en deuxième priorité » fut approuvée par le CSTC, le 1er novembre,,. Le 12 avril 1945, la directive no 4 du Strategic Bombing mis fin à la campagne de bombardement stratégique en Europe.

### Citations
1. ↑  Davis 2006, p. 465.
2. 1 2  Kreis 1996, p. 241.
3. 1 2  Emerson 1962, p. 4.
4. ↑  (en) Michael Varley, « Aspects of The British and American Strategic Air Offensive against Germany 1939 to 1945 », sur ntlworld.com, 2005 (consulté le 16 janvier 2007)
5. ↑  Zaloga 2011, p. 12.
6. ↑  AAFRH-22 page 6
7. ↑  Kreis 1996, p. 154.
8. ↑  The Bomber's Baedeker, PRO London, Ministry of Economic Warfare, p. 237
9. ↑  Harris et Cox 1995, p. 194 //books.google.com/books?id=jzzl8wUn52cC&pg=PA194
10. ↑  Henry H. Arnold, [letter to "AC/AS, Management Control"], 9 décembre 1942 (cité par AAFRH-10, p. 212)
11. ↑  USAFA McDermott Library, Clark Special Collections Branch :

« We must, therefore, apply [bombardment] to those specially selected and vital targets which will give the greatest return [and apply it] with precision »
— letter to Spaatz & Eaker, 10 avril 1942, AAFRH-3, p. vii
  - Henry H. Arnold, [letter to "AC/AS, Management Control"], 9 décembre 1942 (cité par AAFRH-10, p. 212)
  - -----, [letter to Spaatz: "Dear Tooey"], Box 14, coll. « Spaatz Collection », 27 décembre 1943 « we must use our initiative and imagination with a view of seeking out, destroying the German Air Force in the factories, depots, on the ground, or in the air, wherever they may be. » (cité par Mets note 51, p. 191,383)
  - -----, Letter to Portal in London, 24 mars 1943 (the letter "included a report by Arnold's operations analysts about strategic targets in Europe" (Coffey, p. 203-4) and was delivered by Col. C. P. Cabell, "It was… a week before he took the letter to Portal, along with one signed by General Eaker" (Coffey, p. 205):

cover letter: Ira C. Eaker, [letter introducing Cabell to Portal], c. march 30, 1943, p. 206 « {{{1}}} » (cité par Coffey, p. 206)
  - Henry H. Arnold, letter to Harry Hopkins at the White House, 25 mars 1943 « a stoppage of, or a marked curtailment, of the production of ball bearings would probably wreck all German industry. » (cité par Coffey, p. 237)
  - -----, Command and Control of Strategic Air Forces operating against Germany [memo], 20 août 1943 (identified in AAFRH-10, p. 82)
  - -----, Plan to Assure the Most Effective Exploitation of the Combined Bomber Offensive, 9 octobre 1943 (identified in AAFRH-10, p. 86)
12. ↑  -----, letter to Portal in London, 24 mars 1943
13. ↑  Col. Richard D. Hughes was Eaker's "target-selection specialist." (en) Thomas M. Coffey, Decision over Schweinfurt : The U.S. 8th Air Force Battle for Daylight Bombing, New York, David McKay Company, 1977, p. 237
14. 1 2  AAFRH-10 page 13
15. ↑  Jablonski 1972, p. 27
16. ↑  USAAF, « Army Air Force Research Histories », AAF Historical Offices (consulté le 14 février 2011)
  - AAFRH-3: Earl Cruickshank, The Ploesti Mission of 1 August 1943, 1944 (lire en ligne [PDF])
  - AAFRH-18: AAF Historical Office, The Early Operations of the Eighth Air Force and the Origins of the Combined Bomber Offensive (lire en ligne [PDF])
  - AAFRH-19: John F. (Capt) Stormont, The Combined Bomber Offensive : April through December 1943, AAF Historical Office; Headquarters, Army Air Force, 1946 mars (lire en ligne [PDF])
  - AAFRH-22: Joe L. (Capt) Norris, The Combined Bomber Offensive : 1 January to 6 June 1944, 1947 avril (lire en ligne [PDF]), p. 6 (p. 6) « In December 1942 … Arnold … directed that the group of operations analysts under C/AS, Management Control, prepare … In compliance with this directive, the Committee of Operations Analysts submitted on 8 March 1943 a comprehensive report on Axis industry. … Nineteen vital industries were selected … which if destroyed would … stagnate the German war machine. ») p. 19-13
17. 1 2  Stormont p. 15
18. 1 2  Coffey 1977, p. 206
19. ↑  Jablonski 1971, p. 155
20. ↑  Stormont p. 13,15
21. ↑  The "Bradley Plan" was for Eighth Air Force troop build-up (AAFRH-10, p. 84)
22. ↑  Coffey 1977, p. 465« The Germans were caught by surprise at Marienburg … which was so far east they didn't realize it had to be defended … Only one building of the factory [was] not destroyed » on October 9, 1943.)
23. ↑  AAFRH-10 page 18, 19
24. ↑  AAFRH-10 page 17
25. ↑  Coffey 1977, p. 207
26. ↑  Glenn B. Infield, The Poltava Affair : A Russian Warning, An American Tragedy, New York, Macmillan Publishing Co., Inc., 1973 (LCCN 72-93628), p. 9
27. 1 2 3  
USAAF, « Army Air Force Research Histories », AAF Historical Offices (consulté le 14 février 2011)
28. ↑  
Alan J Levine, The Strategic Bombing of Germany, 1940-1945, Greenwood Publishing Group, 1992, 235 p. (ISBN 978-0-275-94319-6, lire en ligne), p. 149,197–198
29. ↑  Kreis 1996, p. 154,185 ou 242?[réf. incomplète].
30. 1 2 3 4  Darling, p. 181
31. ↑  Background: Combined Bomber - World War Two valourandhorror.com cites "Strategic air offensives. The Oxford Companion to World War II". Accessed 14 July 2008
32. 1 2  (en) Paul Delleman, « LeMay and Harris the "Objective" Exemplified », Air & Space Power Journal - Chronicles Online Journal,‎ sans date (lire en ligne, consulté le 14 juillet 2008)
33. 1 2  « Birth of the Combined Bomber Offensive », Leaping the Atlantic Wall: Army Air Forces Campaigns in Western Europe, 1942-1945 (consulté le 24 juin 2009)
34. ↑  Kreis 1996, p. 154, 185, 242.
35. ↑  Effects of Bombing Offensive on German War Effort : J.I.C. reports 5, vil. 185, coll. « The William J. Donovan Papers »[précision nécessaire]
36. 1 2  http://www.history.army.mil/books/wwii/7-4/VI-62.htm
37. ↑  Galland 1968, p. 201
38. ↑  Galland 1968, p. 186
39. ↑  « Hamburg, 28th July 1943 », RAF, 2004
40. ↑  John V. Denson, The costs of war : America's Pyrrhic Victories, 30 novembre 1999, 535 p. (ISBN 978-0-7658-0487-7, lire en ligne), p. 352
« further referenced to Garret, Ethics and Air Power in World War II pp.32-33 »
41. ↑  Getting MAD : Nuclear Mutual Assured Destruction, Its Origins and Practice, Strategic Studies Institute (ISBN 978-1-4289-1033-1, lire en ligne), p. 36
42. ↑  Jablonski p. 52
43. ↑  
Combined Chiefs of Staff, [Argument plan], 13 février 1944
44. ↑  Jablonski 1971, p. 154
45. ↑  Jablonski 1971, p. 53
46. ↑  Zaloga p. 85
47. ↑  Harris (2005), p. 187, 188. Harris says that after the war the total damage to Berlin during the war was 6 380 acres, 500 before the Battle of Berlin, 1,000 by the Americans, and additional damage by Mosquito light bomber nuisance raids which is not quantified.
48. ↑  Advanced Higher History Specimen Question Paper p. 22. quotes SOURCE C From Martin Kitchen, A World in Flames, published in 1990
49. ↑  Daniel Oakman Wartime Magazine: The battle of Berlin on the Australian War Memorial website
50. 1 2  Emerson p. 4
51. 1 2  Galland 1968, p. 237
52. ↑  Staff D-Day 6 June 1944 The Air operations: Time line RAF website
53. ↑  (en) Charles Webster (Sir), Frankland et Noble, The Strategic Air Offensive against Germany, 1939-1945, Londres, 1961, II: 280–281 ; III: 131
54. ↑  Roger W. Shugg et DeWeerd, H. A.; Lieutenant Colonel, Première Guerre mondialeI : A Concise History, Washington, Infantry Journal Press, january, 1947 - second edition, p. 266 « {{{1}}} »
55. 1 2  Hugues 1944
56. ↑  Solly Zuckerman, From Apes to Warlords, New York, Harper and Row, 1972, 217–9 p. (cité par Mets note 87, p. 200,385)
57. ↑  Mets 1997, p. 201
58. ↑  Mets 1997, p. 203
59. ↑  .

Final Minutes of a Meeting held on Saturday, March 25, to Discuss the Bombing Policy in the Period Before 'Overlord', Box 14, coll. « Spaatz Collection », not given « apart from the attack on the GAF, [German Air Force] the transportation plan was the only one which offered a reasonable chance of the air forces making an important contribution to the land battle during the first vital weeks of OVERLORD » (quoted by Mets, p. 208)
60. 1 2 3  (en) Final Minutes of a Meeting held on Saturday, March 25, to Discuss the Bombing Policy in the Period Before 'OVERLORD', Box 14, coll. « Spaatz Collection »
61. ↑  Mets 1997, p. 208
62. ↑  Herman S. Wolk, Prelude to D-Day : The Bomber Offensive, juin 1974, p. 65 (cited by Mets note 140, pp. 216,387)
63. 1 2  Mets 1997, p. 211
64. ↑  
William (Lt. Col.) Haines, ULTRA History of U.S. Strategic Air Force Europe vs. German Air Forces, SRH-013, 6 juin 1945 (cité par Mets, p. 212,386,392: "copy provided to author by Justice Lewis F. Powell, Jr. (en) Another copy is in the National Archives". p. 343: "Powell, Jr. was a member of General Spaatz's staff in England")
65. ↑  Jablonski 1972, p. 78
66. ↑  Galland 1968, p. 211
67. ↑  Jablonski 1972, p. 87
68. ↑  Galland 1968, p. 214
69. 1 2  Mets 1997, p. 260
70. ↑  Cooney
71. ↑  (en) Directives Agreed by DCAS, RAF, and Lieutenant General Carl Spaatz, Box 15, coll. « Spaatz Collection », 23 septembre 1944
72. ↑  Davis 2006, p. 554, 555.